# Kruklanki (gromada)
Kruklanki – dawna gromada, czyli najmniejsza jednostka podziału terytorialnego Polskiej Rzeczypospolitej Ludowej w latach 1954–1972.
Gromady, z gromadzkimi radami narodowymi (GRN) jako organami władzy najniższego stopnia na wsi, funkcjonowały od reformy reorganizującej administrację wiejską przeprowadzonej jesienią 1954 do momentu ich zniesienia z dniem 1 stycznia 1973, tym samym wypierając organizację gminną w latach 1954–1972.
Gromadę Kruklanki z siedzibą GRN w Kruklankach utworzono – jako jedną z 8759 gromad na obszarze Polski – w powiecie węgorzewskim w woj. olsztyńskim na mocy uchwały nr 28 WRN w Olsztynie z dnia 4 października 1954. W skład jednostki weszły obszary dotychczasowych gromad Jeziorowskie, Kruklanki, Podleśne, Żabinki i Żywki ze zniesionej gminy Kruklanki w powiecie giżyckim w woj. olsztyńskim, a także obszary lasów państwowych leśnictw Olszewo i Zawady w powiecie gołdapskim w woj. białostockim. Dla gromady ustalono 15 członków gromadzkiej rady narodowej.
22 grudnia 1971 do gromady Kruklanki włączono obszar zniesionej gromady Boćwinka w tymże powiecie.
Gromada przetrwała do końca 1972 roku, czyli do kolejnej reformy gminnej. 1 stycznia 1973 w powiecie węgorzewskim reaktywowano gminę Kruklanki (od 1999 gmina Kruklanki znajduje się w powiecie giżyckim).